# Rete alimentare del suolo

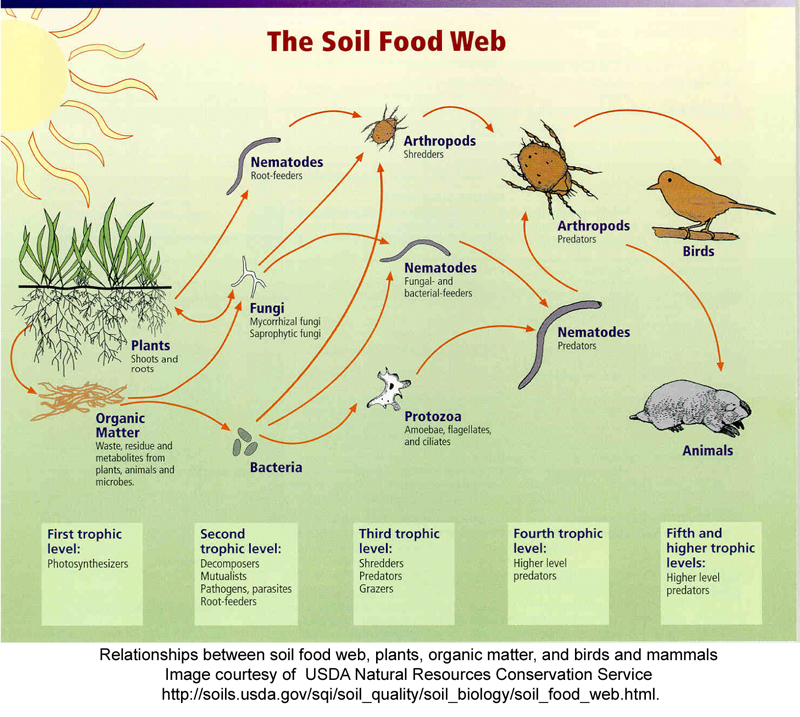
Un esempio di una rete alimentare topologica (immagine gentilmente concessa da USDA)

La rete alimentare del suolo è la comunità di organismi che vivono tutta o parte della loro vita nel suolo. Descrive il complesso sistema biologico che vive nel suolo e come questo interagisce con l'ambiente, le piante e gli animali. 
Le reti alimentari descrivono il trasferimento di energia tra le specie in un ecosistema. Mentre una catena alimentare esamina un percorso energetico lineare attraverso un ecosistema, una rete alimentare è più complessa e illustra tutti i percorsi possibili. Gran parte di questa energia trasferita proviene dal sole. Le piante usano l'energia del sole per convertire composti inorganici in composti organici ricchi di energia, trasformano anidride carbonica e minerali in materiale vegetale mediante la fotosintesi. I fiori delle piante trasudano nettare ricco di energia mentre nel suolo le radici delle piante trasudano acidi, zuccheri ed ectoenzimi nella rizosfera, regolando il pH e alimentando la rete alimentare sotterranea.
Le piante sono chiamate autotrofe perché producono la propria energia; sono anche chiamate produttori perché producono energia che rendono disponibile per l'alimentazione degli altri organismi. Gli eterotrofi sono consumatori che non possono produrre il proprio cibo. Per ottenere energia mangiano piante o altri eterotrofi. 

## Reti alimentari fuori terra
Nelle reti alimentari fuori terra, l'energia si sposta dai produttori (piante) ai consumatori primari ( erbivori ) e quindi ai consumatori secondari (predatori). La frase, livello trofico, si riferisce ai diversi livelli o passaggi nel percorso energetico. In altre parole, i produttori, i consumatori e i decompositori sono i principali livelli trofici. Questa catena di energia che si trasferisce da una specie all'altra può continuare più volte, ma alla fine finisce. Alla base della catena alimentare, decompositori come batteri e funghi scompongono le piante morte e il materiale animale in nutrienti semplici . 

## Metodologia
La natura del suolo rende difficile l'osservazione diretta delle reti alimentari. Poiché gli organismi del suolo variano in dimensioni da meno di 0,1 mm (nematodi) a maggiore di 2 mm (lombrichi) bisogna usare modi diversi per campionarli. I campioni di terreno vengono spesso prelevati utilizzando un tubo di metallo. La macrofauna più grande come i lombrichi e le larve di insetti possono essere rimosse manualmente, ma ciò è impossibile per i nematodi più piccoli e gli artropodi del suolo. La maggior parte dei metodi per estrarre piccoli organismi si definiscono dinamici; dipendono dalla capacità degli organismi di muoversi fuori dal suolo. Ad esempio, un imbuto Berlese, utilizzato per raccogliere piccoli artropodi, crea un gradiente di luce / calore nel campione di terreno. I microartropodi, a causa di questo gradiente, si spostano verso il basso, lontano dalla luce e dal calore, e quindi cadono, attraverso un imbuto, in una fiala di raccolta. Un metodo simile, l'imbuto Baermann, viene utilizzato per i nematodi. L'imbuto Baerman (diversamente dall'imbuto Berlese che è asciutto) non dipende da un gradiente di luce / calore ma sfrutta lagravità nei liquidi. I nematodi si spostano dal suolo e sul fondo dell'imbuto perché, mentre si muovono, sono più densi dell'acqua e non sono in grado di nuotare. Le comunità microbiche del suolo sono caratterizzabili in molti modi diversi. L'attività dei microbi può essere misurata attraverso la loro respirazione e in base al rilascio di anidride carbonica. La componente cellulare dei microbi può essere estratta dal suolo e profilata geneticamente, infine la biomassa microbica totale può essere calcolata pesando il terreno prima e dopo la fumigazione. 